# Parti démocratique du Turkménistan
Le Parti démocratique du Turkménistan (en turkmène : Türkmenistanyň Demokratik partiýasy, abrégé TDP) est un parti politique au pouvoir au Turkménistan.
Successeur direct du Parti communiste de la république socialiste soviétique du Turkménistan, il a cependant abandonné l'idéologie marxiste-léniniste au profit d'un nationalisme teinté de socialisme. L'ancien chef du parti Saparmyrat Nyýazow avait théorisé l'idéologie du parti en ce qui concerne le « nationalisme turkmène » dans le but d'ériger une idéologie d'État autoritaire au Turkménistan. Il défend également une doctrine de « neutralité permanente » qui constitue l'une des bases de la politique étrangère du pays, et pour laquelle a été élevé une « Arche de la Neutralité » en plein cœur d'Achgabat.
Jusqu'en 2012, le Turkménistan est un pays à parti unique, le Parti démocratique du Turkménistan étant le seul parti politique autorisé. De 1991 à 2006, son premier secrétaire est Saparmyrat Nyýazow, remplacé peu après sa mort par Gurbanguly Berdimuhamedow. Depuis la proclamation de l'indépendance, la fonction de premier secrétaire du Parti a toujours été occupée par le président de la République en exercice. Cependant en 2013, le président Gurbanguly Berdimuhamedow a suspendu son adhésion au parti pour la durée de son mandat. Le chef actuel du parti est Ata Serdarov. La pratique du pouvoir du président Gurbanguly Berdimuhamedow est fréquemment décrite comme autoritaire,,,.

## Historique
Le Parti démocratique du Turkménistan voit le jour officiellement le 16 décembre 1991. Réunis à l'occasion du 35e Congrès du Parti communiste du Turkménistan, ses membres décident à l'unanimité de renommer le parti, tout en conservant ses fonctions de premier secrétaire à Saparmyrat Nyýazow (déjà premier secrétaire du Parti communiste du Turkménistan depuis 1985). Sous le régime du président Nyýazow, le Parti s'avère un soutien inébranlable au président, participant au culte de la personnalité organisé autour de la personne du « Türkmenbaşy ».
Durant les premiers mois suivant l'indépendance, un mouvement d'opposition baptisé « Agzybirlik » se forme autour du poète Shiraly Nurmuradow, mais est rapidement interdit. Un parti d'opposition fantoche est créé à l'initiative du président quelques semaines plus tard : baptisé « Parti de la justice paysanne », il voit le jour au mois de juillet 1992. Composé de cadres du parti démocratique — choisis par le président lui-même — il s'auto-dissout quelques mois plus tard.
Dès lors, le parti démocratique devient l'unique parti politique légal, tandis que plusieurs dirigeants de mouvements d'opposition choisissent de s'exiler. Cette situation a été « légitimée » à plusieurs reprises par le président Nyýazow, lequel estimait que « (le Turkménistan) n'était pas mûr pour un système multipartite qui ne ferait qu'exacerber les antagonismes religieux ou tribaux ».
En 2012, une loi autorise officiellement le multipartisme au Turkménistan, permettant la création du Parti des industriels et des entrepreneurs. La formation de partis est cependant soumise à un ensemble de conditions qui excluent de fait les dirigeants de l'opposition, pour la plupart réfugiés à l'étranger, et le Parti démocratique demeure le parti dominant au Turkménistan,.